# 米尔顿·乔治·韩素尔
米尔顿·乔治·韩素尔（英語：Milton George Henschel，1920年8月9日—2003年3月22日），是继F·W·弗郎茨之后的守望台圣经书社社长。

## 早期生活
1934年，米尔顿·韩素尔在他十几岁时随父亲搬入美国纽约布鲁克林区。他的父亲当时参加耶和华见证人的在该地区的印刷设备和居住房屋建设。年轻的米尔顿就在这期间受浸。后来他与Lucille Bennett于1956年成婚。多年以后，他具备了管理国际组织总部的能力。根据他的朋友描述，韩素尔是一个注重实际，思维灵活，通情达理，和蔼的人。

## 作为耶和华见证人
1939年韩素尔被指派辅助内森·霍默·诺尔管理守望台社书籍刊物在海外的印刷工作。直到1942年Knorr 成为守望台社社长，他们一直是亲密的工作伙伴。韩素尔经常和诺尔一起旅行，在这期间他访问了至少150个国家。1963年，韩素尔和不少耶和华见证人在利比亚区域大会期间被拘留和袭击。为了让耶和华见证人能够自由的传道，几个月以后他又去会见了利比亚总统。
1992年米尔顿成为守望台社社长，服务到2000年退出这个职务。在他任社长期间，耶和华见证人长老团从守望台社董事会分离。 最后，中央长老团的所有成员都辞去守望台社的职务，不再担任法人职务。韩素尔的下一任社长堂·A.·亚当斯并不是中央长老团成员，只是单纯的法人代表。韩素尔直到去世依然保留他的中央长老团成员身份。